# Francisco Sousa dos Santos
Francisco Sousa dos Santos (27 de julio de 1989) es un futbolista brasileño que se desempeña como centrocampista.
Jugó para clubes como el Atlético Mineiro, Corinthians, Ponte Preta, Fluminense, Santos, Flamengo, Shonan Bellmare, Oita Trinita y Coritiba.

## Trayectoria

### Clubes
| Club             | País   | Año         |
| ---------------- | ------ | ----------- |
| Atlético Mineiro | Brasil | 2009 - 2012 |
| Tupi             | Brasil | 2010        |
| Ipatinga         | Brasil | 2010 - 2011 |
| Nova Iguaçu      | Brasil | 2012        |
| Ipatinga         | Brasil | 2012        |
| Corinthians      | Brasil | 2012        |
| Ponte Preta      | Brasil | 2013        |
| Fluminense       | Brasil | 2014        |
| Santos           | Brasil | 2015        |
| Flamengo         | Brasil | 2016        |
| Shonan Bellmare  | Japón  | 2017        |
| Oita Trinita     | Japón  | 2017        |
| São Caetano      | Brasil | 2018        |
| Coritiba         | Brasil | 2018        |